# Kempner (Teksas)
Kempner je grad u američkoj saveznoj državi Teksas. Prema popisu stanovništva iz 2010. u njemu je živjelo 1.089 stanovnika.